# Appias albina
Appias albina é uma pequena borboleta da família Pieridae. É encontrada no sul e sudeste da Ásia, estendendo-se até à Austrália.

## Alimentação
Esta borboleta alimenta-se de Drypetes oblongifolia, Drypetes roxburghii e Drypetes venusta.